# Seniornet Sweden
SeniorNet Sweden är en oberoende ideell förening i Sverige och har som mål att skapa förutsättningar för seniorer att få information, utbildning och praktiskt stöd inom det digitala området. "Seniorer lär seniorer använda digital teknik". Föreningen värnar om de demokratiska värdena med fokus på digital delaktighet för alla seniorer. År 2022 hade föreningen 6 300 medlemmar. SeniorNet Sweden är riksorganisation i ett nätverk bestående av ett 40-tal lokala föreningar runt om i landet. Respektive förening har en egen styrelse och lägger själv upp studieprogram och övrig verksamhet. De lokala föreningarna erbjuder IT-support, praktiskt IT-stöd, utbildning och har informationsträffar med presentationer inom olika aktuella teman.   
Cirkel- och kursutbudet innefattar att lära sig använda smarta telefoner, surfplattor, datorer och annan digital utrustning. Några exempel på aktuellt utbud är; att använda videoverktyg, ta del av uppdateringar i Windows 11, använda e-legitimation och molntjänster, vara aktiv på sociala medier, handla på nätet, bli bättre på bildhantering, släktforskning och mycket annat.  
Utbudet riktas till både nybörjare och den stora gruppen som kan en hel del och vill fortsätta hänga med i den snabba digitala utvecklingen. Därutöver finns intressegrupper inom olika mer djupgående områden. Det finns alltid ett behov av fler handledare och det är en pedagogisk utmaning att undervisa/ge stöd till den ytterst heterogena målgrupp som föreningen vänder sig till.  
Riksorganisationen bjuder även in till digitala nationella medlemsseminarier med gästföreläsare inom angelägna teman. Flera föreläsningar har handlat om säkerhet på nätet; Våga vara digital, Källkritik, Blåst eller bärgad på nätet.  
SeniorNet Sweden tilldelades ett hederspris och fick ett diplom av Internetstiftelsen och Källkritikbyrån avseende Det gyllene förstoringsglaset 2021. Det gjordes offentligt  den 13 mars på Källkritikens dag.
SeniorNet grundades 1997 av Marta Sandén som startade ett lärandenätverk för seniorer som var intresserade av datorer och internet. Hon var vid tillfället anställd som sekreterare på regeringens IT-kommission under Socialdepartementet. Av dåvarande statsrådet Ines Uusmann fick hon finansiering för att anställa en generalsekreterare för dra igång verksamheten. Förlagan till Seniornet fanns i USA. Medgrundare till föreningen var Karin Åkerblom och Vivianne Lundberg som även kom att bli föreningens första ordförande.

## Ordförande[4]
- ViviAnn Lundeberg, Lidingö, 1997-1999
- Sture Lindmark, Uppsala, 2000
- Tomas Ohlin, Stockholm, 2001-2002
- Alli Reimegård, Malmö, 2003-2004
- Agneta Qwerin, Stockholm, 2004
- Ola Larsson, Uppsala, 2004-2005
- Thomas Bengtsson, Göteborg, 2005
- Bo R Svensson, Sollefteå, 2006-2009
- LilliAnn Källermark, Norberg, 2009-2014
- Olov Östberg, Stockholm, 2014-2016
- Anders Lundkvist, Täby, 2016-2017
- Arne Eskilsson, Östersund, 2017-2018
- Rose-Marie Frebran, Örebro, 2018-2021
- Carl-Olof Strand, Tyresö, 2021-